# Philippa von England

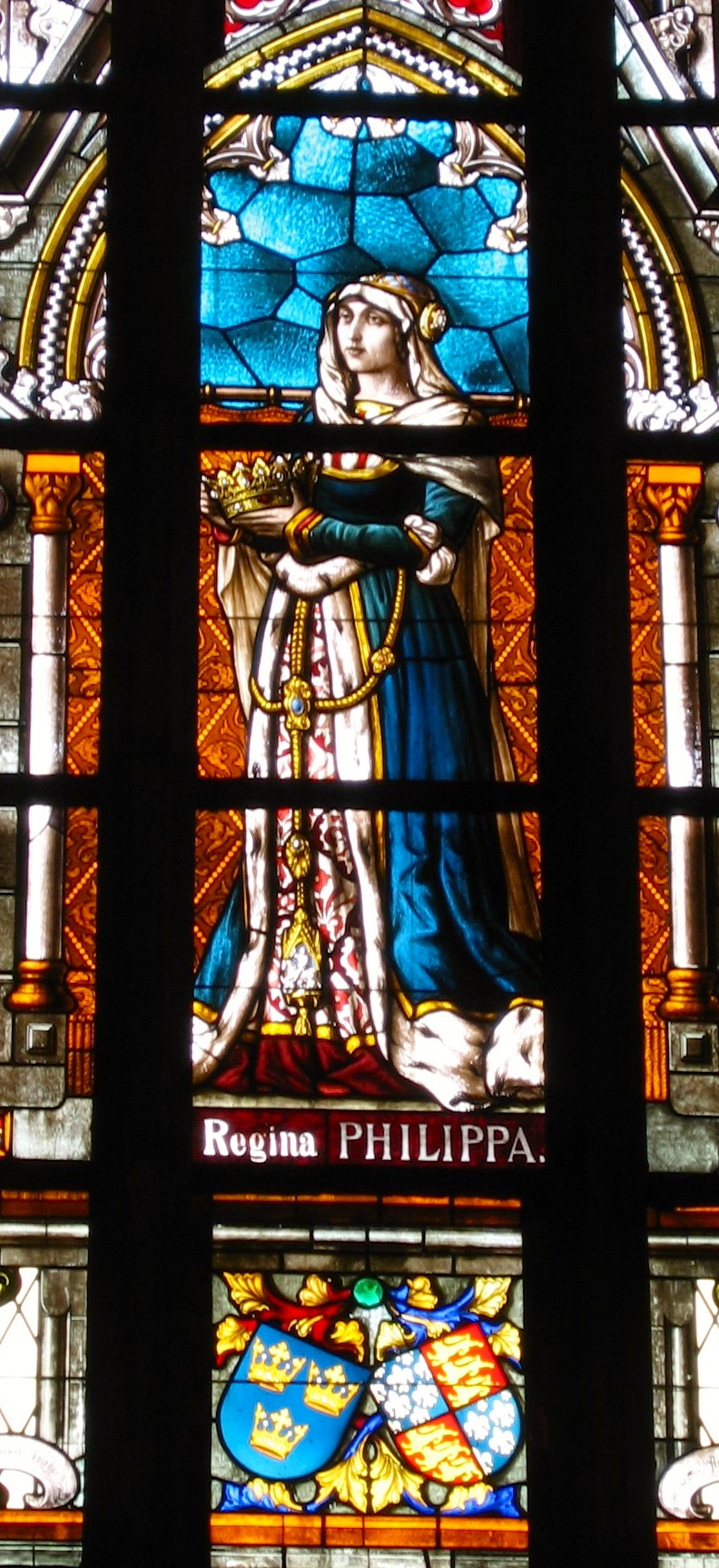
Königin Philippa. Darstellung auf einem Fenster ihrer Grabeskirche, Kloster Vadstena, gemalt ca. 1893 vom schwedischen Künstler Reinhold Callmander

Wappen von Philippa von England

Prinzessin Philippa von England, LG (* 4. Juli 1394 auf Peterborough Castle, England; † 5. Januar 1430 in Vadstena, Schweden), auch bekannt als Philippa von Lancaster, war eine englische Prinzessin aus dem Hause Lancaster und durch Heirat Königin von Dänemark, Norwegen und Schweden.

## Leben
Philippa war die jüngste Tochter von König Heinrich IV. von England (1367–1413) und seiner Frau Mary de Bohun (1369–1394), sowie die Schwester des englischen Königs Heinrich V., Herzogs Thomas von Clarence, Herzogs John von Bedford, Herzogs Humphrey von Gloucester und der jung verstorbenen Pfalzgräfin Blanca von England.
Schon seit 1401 verhandelten die englische Krone und das nordische Unionskönigtum unter Regentin Margarethe I. über eine Ehe der englischen Prinzessin mit dem jungen Unionskönig Erik, die zwischenzeitlich auch durch eine parallele Vermählung zwischen Philippas Bruder Heinrich und Eriks Schwester Katharina begleitet werden sollte. Die Initiative ging wahrscheinlich auf Heinrich IV. zurück, der das junge Königtum des Hauses Lancaster durch eine aktive Bündnispolitik mit benachbarten Königshäusern stabilisieren wollte. Für das Unionskönigtum dürfte hingegen die persönliche Beziehung des englischen Königs zum Hochmeister des Deutschen Ordens, Konrad von Jungingen, im Konflikt um die Ostseeinsel Gotland von Bedeutung gewesen sein. 1404/05 wurden die Verhandlungen zum Abschluss gebracht. Vom englischen King’s Lynn reiste Philippa mit einer englischen Gesandtschaft von etwa 150 Personen nach Skandinavien, wo sie am 26. Oktober 1406 im damals dänischen Lund den nordischen Unionskönig heiratete. Sie brachte zwar eine reiche Ausstattung mit, darunter eine Krone ähnlich derjenigen, wie sie ihre Schwester Blanca in die Kurpfalz brachte, eine Mitgift wurde jedoch nicht gezahlt.
Während der Abwesenheit ihres Mannes übernahm sie die Regentschaft. In Schweden, wo sie große Ländereien besaß, die sie als Mitgift bzw. Morgengabe erhalten hatte, verbrachte sie längere Zeit. Häufig lebte sie als Gast im Kloster Vadstena in der Provinz Östergötland an der Grabstätte der Heiligen Birgitta und wurde eine große Wohltäterin des Konvents. Während ihr Mann 1423–1424 eine Wallfahrt nach Jerusalem unternahm, schloss sie mit einigen Mitgliedern der Hanse einen Vertrag, nach dem in Dänemark Münzen mit demselben Wert geschlagen werden sollten wie in den Hansestädten Lübeck, Hamburg, Lüneburg und Wismar (Königin Philippa Søsling). Damit war Dänemark an die wendische Münzunion angeschlossen und besaß nach langem Streit mit der Hanse endlich eine international anerkannte Währung.
Der Versuch des dänischen Königs Erik VII., Skandinavien aus der Abhängigkeit der Hanse zu lösen, und die Einführung des Sundzolls führten 1426–1435 zu einem neuerlichen Krieg, in dem Dänemark wieder unterlag und der 1435 mit dem (nach 1365 zweiten) Frieden von Vordingborg beendet wurde. 1428 organisierte Philippa erfolgreich die Verteidigung Kopenhagens gegen eine angreifende Koalition norddeutscher Fürsten und verschiedener Hansestädte unter Führung von Graf Gerhard VII. von Holstein.
Königin Philippa starb am 5. Januar 1430 im Kloster von Vadstena, wo sie auch bestattet wurde. Aus der Ehe gingen keine Kinder hervor. Nach ihrem Tod heiratete König Erik VII. wohl noch im selben Jahr seine Konkubine Cäcilia, eine Hofdame von Philippa.

## Rezeption
Der dänische Nationaldichter Hans Christian Andersen hat der Kopenhagen verteidigenden Königin Philippa in seinem Gudfaders Billedbog (Des Paten Bilderbuch) ein literarisches Denkmal gesetzt:

„Aus Deutschland stürmten Kummer und Not herüber. »Die Hansen kommen!« sagte der Pate. [...] »König Erich hatte durchaus keine Lust, sich mit den deutschen Verwandten zu schlagen; sie waren zu stark und zu zahlreich. König Erich und alle seine Hofleute jagten eiligst zum westlichen Tore hinaus nach der Stadt Sorö. [...] Aber ein Wesen blieb in Kopenhagen zurück, ein königliches Herz mit königlichem Sinn [...] die dänische Königin Philippa, die englische Prinzessin. Sie blieb in der bedrängten Stadt, wo in den engen Gassen und Straßen mit steilen Treppen, Scheuern und verschlossenen Läden die Stadtleute sich drängten und nicht aus und ein wußten. Sie hatte männlichen Mut, ein männliches Herz; sie sprach zu Bürger und Bauer, ermannte sie, befeuerte sie. Schiffe wurden getakelt, Blockhäuser besetzt, Kartaunen knallten. Es gibt Feuer und Rauch, es gibt frohe Laune; Gott verläßt Dänemark nicht. Und die Sonne schien in alle Herzen hinein; sie leuchteten aus allen Augen in Siegesfreude. Gesegnet sei Philippa! Sie ist in der Hütte, sie ist in dem Hause des Bürgers, sie ist in dem königlichen Schloß, wo sie die Kranken und Verwundeten pflegt [...] Gesegnet sei die Königin Philippa.«“